# 仁井山征弘
仁井山 征弘（にいやま ゆきひろ、1979年11月14日 - ）は日本のヒップホップシンガーである。2005年ユニバーサルミュージックよりデビュー。

## 概要
タレント・剛州との親交があり、自作に「GREAT G」名義で起用している。その縁で天野ひろゆき（キャイ〜ン）が1stシングル「TOKISOBA」のプロモーションビデオの監督を務めている。この作品には関根勤、小堺一機、ウド鈴木（キャイ〜ン）ら同事務所の先輩芸人や、剛州と親交のある戸田恵子や寺島進が出演しており、新人としては異例の豪華出演陣となっている。
2ndシングルの「ジンギスカン」は、北海道のSTVラジオを中心にブレイクし、今や北海道中のスーパーの精肉売場でこの曲を聴く事が出来る程になっている。北海道のご当地ソングとして「はなまるマーケット」や「スッキリ!!」でも紹介されている。
また、渋谷周辺のクラブシーンでは主にMCとヒューマンビートボックスプレイヤーとして活躍している。
ルー大柴とコラボレーションした4thシングルの「MOTTAINAI 〜もったいない〜」は、NHK「みんなのうた」の2007年4月5月のうたに使われた。
最近では元JUDY AND MARYのメンバー五十嵐公太のDVD「ONE*NESS」にストリートパフォーマンスユニットとして出演している。
趣味は釣り。
時々大物を釣ったりもしているらしい。

## ディスコグラフィー

### シングル
- TOKISOBA（2005年5月25日）「仁井山 feat.GREAT G」名義。落語の時そばをラップにしたもの
  1. TOKISOBA (あっさりバージョン)
  2. TOKISOBA (こってりバージョン)
  3. DOUGUYA
  4. TOKISOBA (instrumental)
- ジンギスカン（2006年2月22日）「仁井山征弘 feat.GREAT G.and Surprise」名義。羊肉料理のジンギスカンを主題にした曲
  1. ジンギスカン
  2. TOKISOBA
  3. ジンギスカン (inst.)
- ビール DE 乾杯!（2006年10月18日）「仁井山征弘 feat.GREAT G.and Surprise」名義
  1. ビール DE 乾杯!
  2. Douguya
  3. ビール DE 乾杯! (instrumental)
- コンピレーションCD「MUSIC IS A THING SUCH AS LIQUOR」収録（2006年11月9日）「elmo315」名義
  1. チェケラッチョ!!
- MOTTAINAI 〜もったいない〜（2007年4月4日）「ルー大柴&仁井山」名義
  1. MOTTAINAI 〜もったいない〜
  2. Everybody Yo ちぇっく!
  3. MOTTAINAI 〜もったいない〜 (instrumental)

### アルバム
- 落語☆ラップ ～じゅげむ～（2007年12月12日）「仁井山征弘 feat.GREAT G」名義
  1. 寿限無 初級Ver
  2. 寿限無 上級Ver
  3. KAKETORI
  4. Douguya
  5. 粗忽長屋
  6. TOKISOBA あっさりVer
  7. TOKISOBA こってりVer
  8. 寿限無 初級Ver(カラオケ)
  9. TOKISOBA こってりVer(カラオケ)
- 仁井山は、イイ奴だ。（2008年1月30日）「仁井山征弘 feat.GREAT G」名義
  1. たそがれのザンギ
  2. バーバー
  3. ビールDE乾杯！
  4. Everybody　Yo　ちぇっく！
  5. ジンギスカン
  6. MOTTAINAI 〜もったいない〜
  7. ジンギスカン　 inst
  8. MOTTAINAI 〜もったいない〜 inst